# Retaule del mestre de Calzada (Torremormojón)
El Retaule del mestre de Calzada és un retaule de pintura a l'oli sobre taula, d'autor anònim encara que des de començaments del segle xx se li ve atribuint al mestre de Calzada. Està situat als peus de l'Església de Santa Maria del Castillo de Torremormojón a la província de Palència (Espanya), al mur nord de l'església en un buit d'arc rebaixat. Va ser un encàrrec d'Esteban Marcos, el donant que es veu agenollat davant la Mare de Déu amb vestimenta clerical.

## Descripció
El retaule està compost per una predel·la i un cos que es divideix en tres carrers. Els carrers estan separats per columnetes gòtiques molt fines; a cada carrer hi ha una pintura sobre taula. Està emmarcat amb motllura clàssica pròpia d'un estil dels anys 1500, barreja d'elements mudèjars i renaixentistes: són mudèjars els arquets lobulats i renaixentistes les fulles i els ous. Aquest marc es va haver de fer d'una forma molt especial per adaptar-ho al buit destinat. De tota manera el seu encaix està forçat i el caire de la dreta està retallat quasi un centímetre.

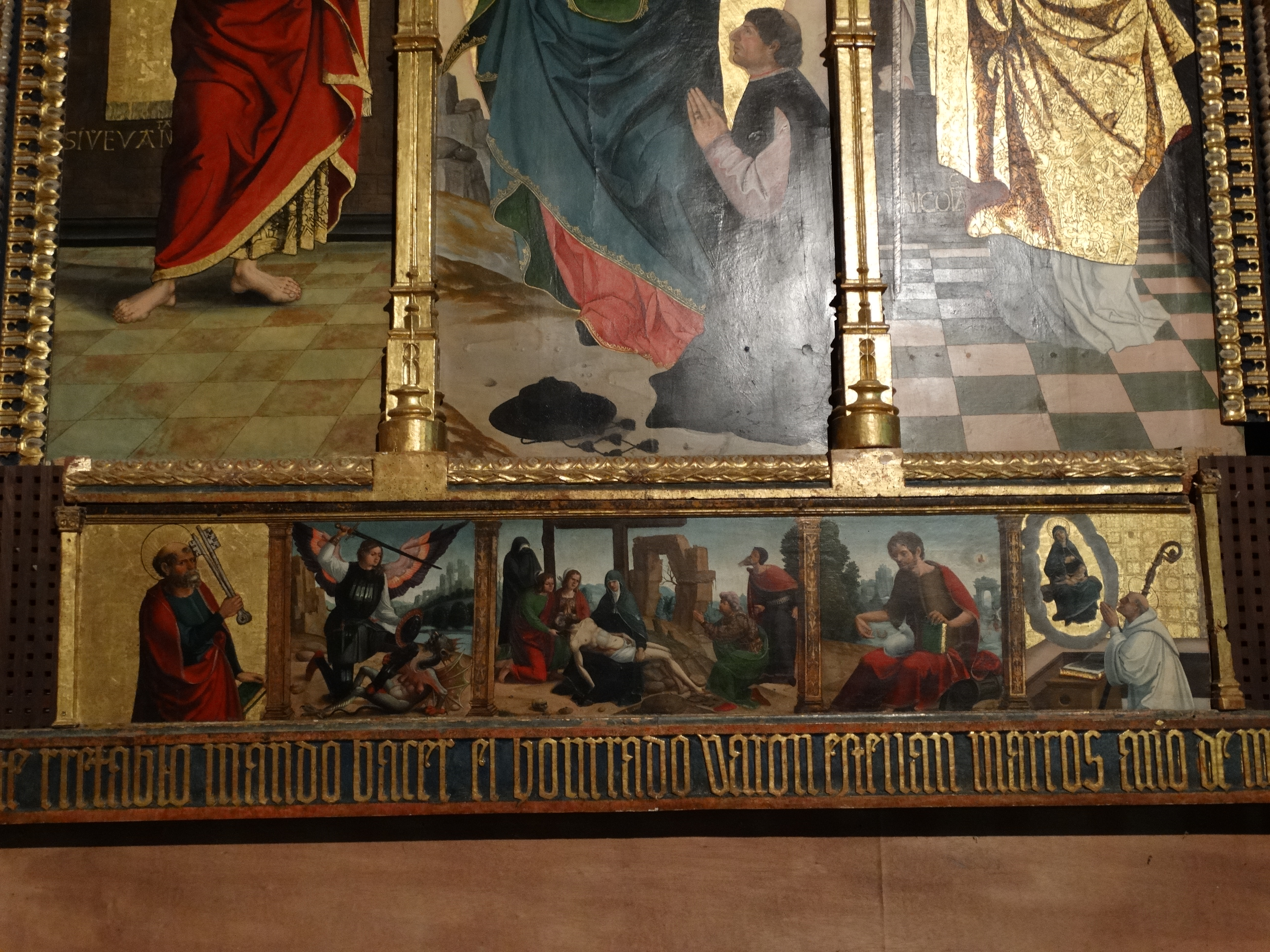
Predel·la del retaule.

La predel·la o banc potser és obra d'un altre pintor. En el centre hi ha una escena de La Pietat amb fons de paisatge i els acompanyants són sant Pere -amb fons daurat-, sant Miquel -amb fons de paisatge-, sant Joan Baptista -amb fons de paisatge- i a la cantonada sant Bernat i la visió de la Mare de Déu inscrita en una màndorla. A la pròpia predel·la hi ha una inscripció en lletres gòtiques:
| «                                                                   | este retablo mando hacer el honrado varon esteban marcos año MDXI | » |
| — aquest retaule va manar fer l'honrat baró esteban marcos any MDXI |                                                                   |   |

A la taula central es representa la Mare de Déu de peu amb l'Infant assegut sobre la seva mà dreta i tots dos emmarcats per una màndorla daurada. La pintura mostra un delicat italianisme que evoca al Pinturicchio. A l'esquerra de la Mare de Déu està representat el donant Esteban Marcos, agenollat, amb vestimenta clerical.
La taula de l'esquerra de l'espectador representa sant Joan Evangelista i la de la dreta a sant Nicolau, gairebé d'esquena, de manera que pot veure's representat sobre el dors el tema de L'Ascensió, aprofitant per a la seva execució la caputxa de la casulla. Els noms d'aquestes figures es veuen al peu del cortinatge daurat que penja com a fons de cadascun.

Detall de les tres taules
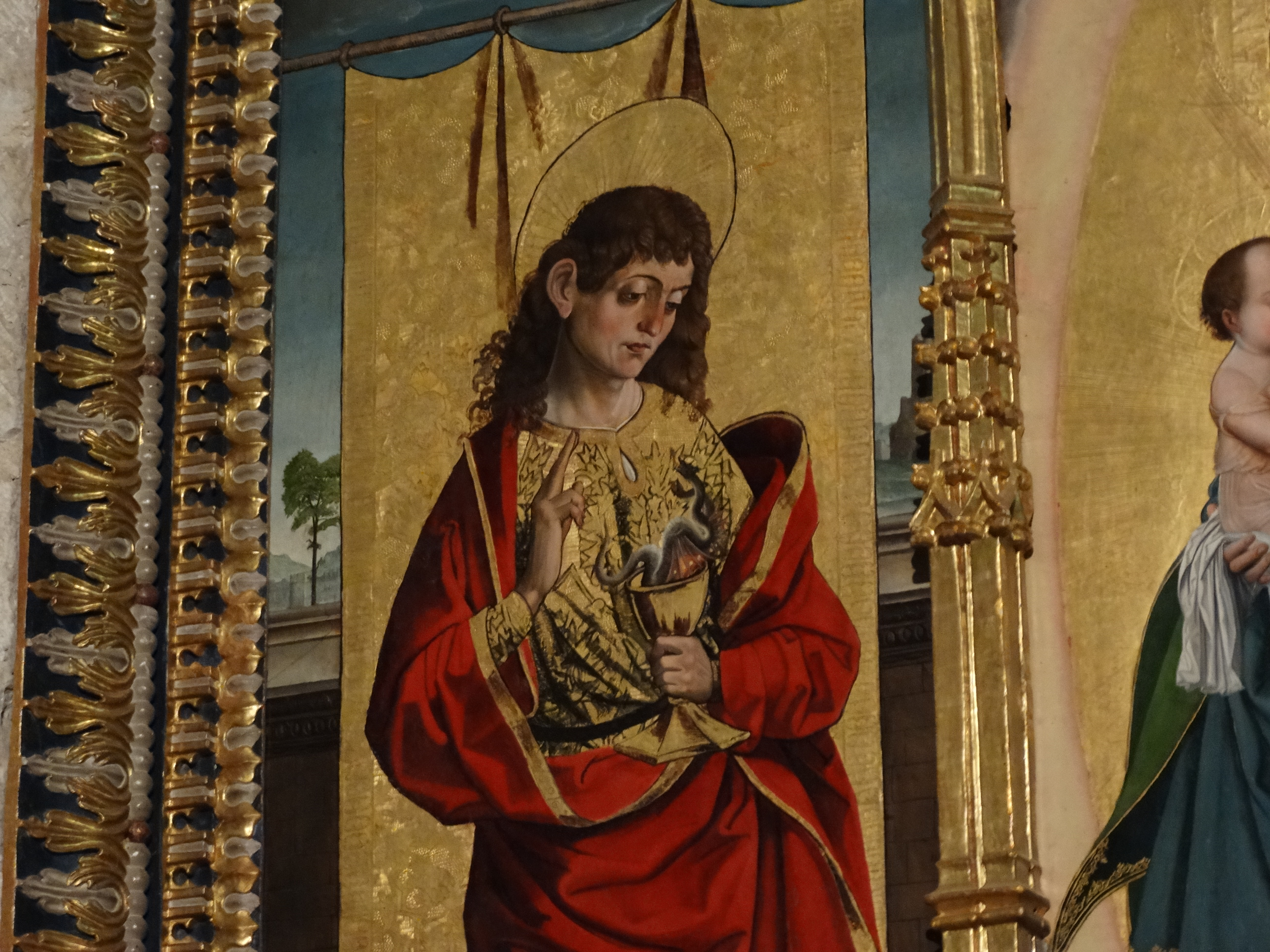
Detall de sant Joan Evangelista.
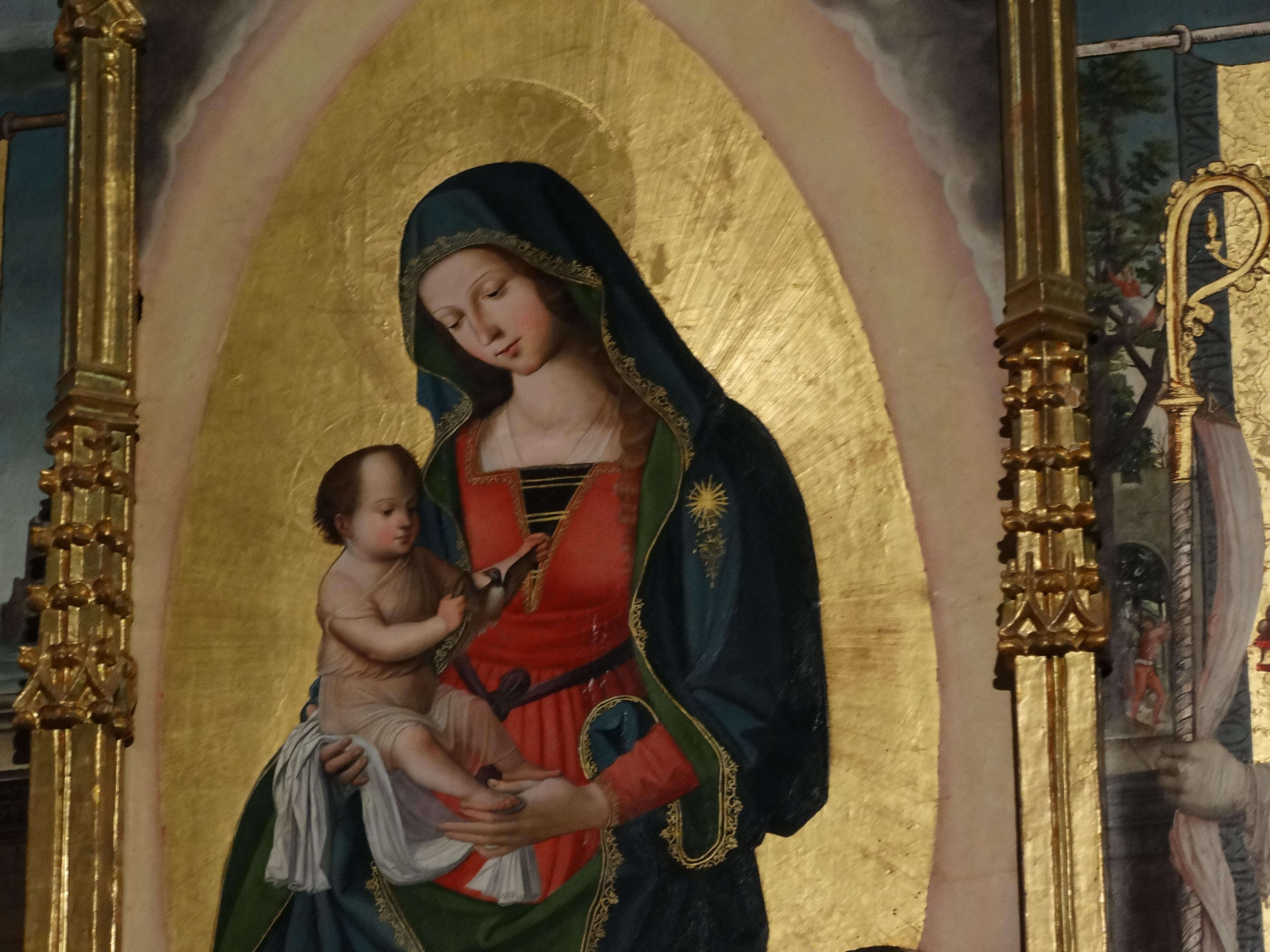
Detall de la Mare de Déu amb l'Infant
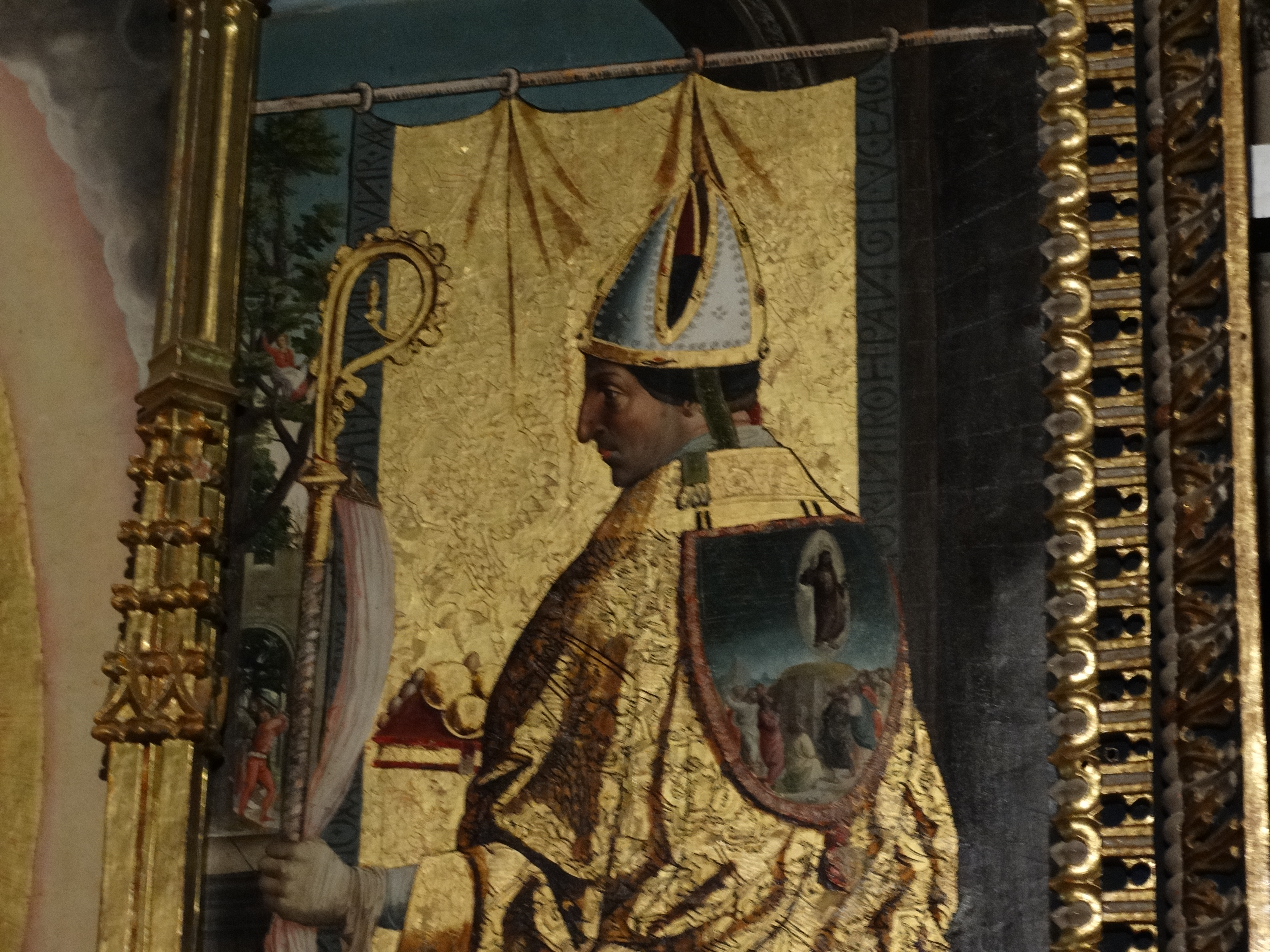
Detall de sant Nicolau amb l'escena de L'Ascensió a la casulla

A ambdós costats d'aquest retaule, a la mateixa paret hi ha dues taules, emmarcades, que representen a santa Caterina i a santa Llúcia. Es desconeix la seva procedència encara que s'especula sobre la possibilitat que pertanyessin a aquest mateix retaule o a un altre de semblant executat en la mateixa data. L'historiador Post atribueix les dues peces al mestre de Calzada, comparant el seu estil amb altres obres conegudes i catalogades.

Las dos tablas sueltas
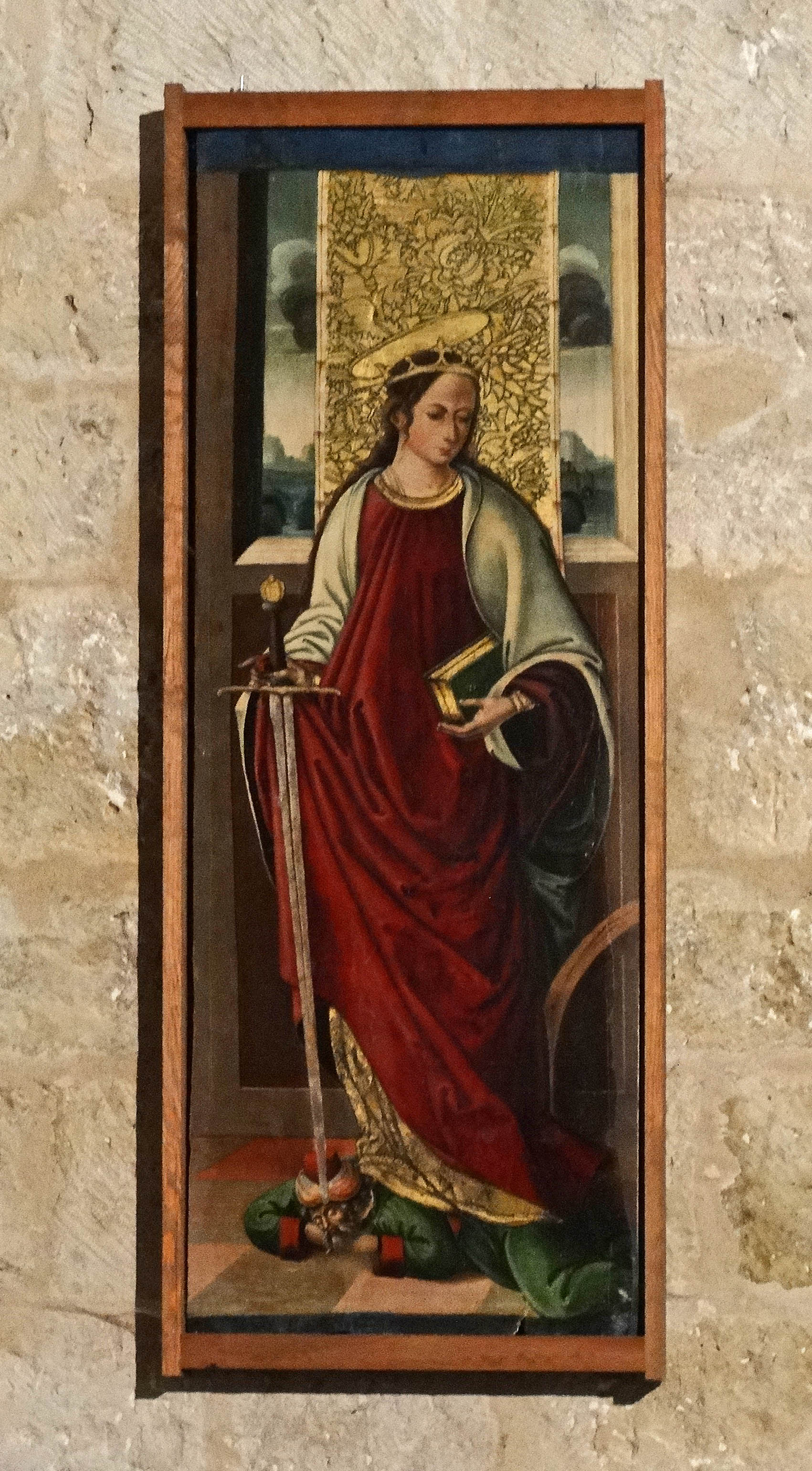
Santa Caterina
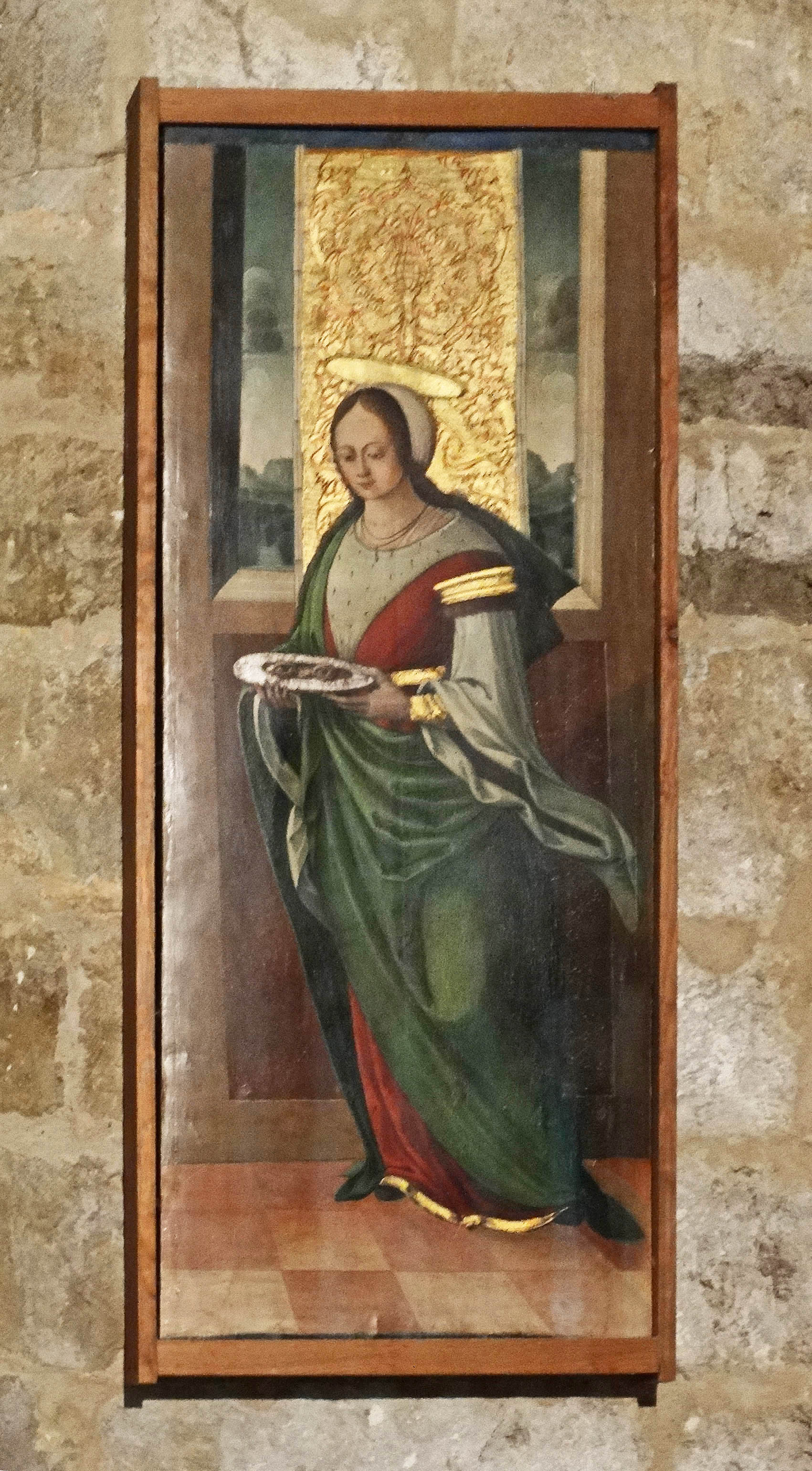
Santa Llúcia

## Atribució de l'obra

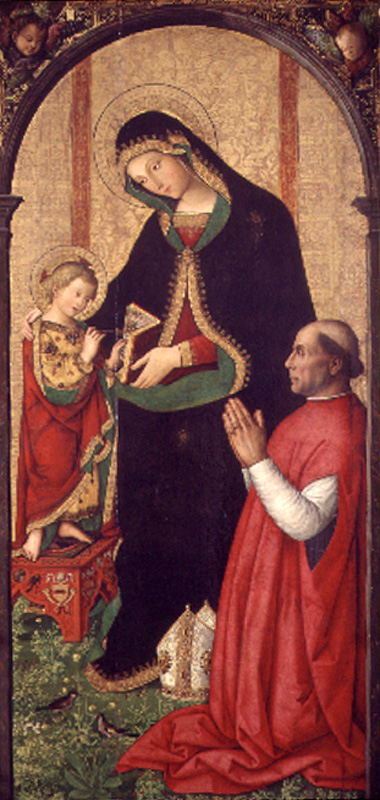
Francesc de Borja com donant. Obra del pintor Pinturicchio

Aquesta obra va ser estudiada extensament per l'historiador d'art Chandler R. Post amb diverses anàlisis, en la seva obra A History of Spanish Painting (Una història de la pintura espanyola) des dels seus començaments el 1930 fins a la seva culminació el 1953. Segons els seus estudis i comparacions amb altres obres, fins i tot amb altres obres autentificades del mestre de Calçada, aquest retaule té algunes característiques que s'apropen a la manera de treballar d'aquest pintor. No obstant això el propi Post no fa unes afirmacions definitives sobre aquesta plena autoria i apunta coincidències amb altres autors anteriors a l'analitzar la utilització dels fons daurats en comptes de paisatge.
Post assenyala una certa semblança amb el mestre de Becerril i en el cas de la figura de sant Nicolau amb el mestre de Cueza. Fa també comparacions amb un quadre de Pinturicchio que es guarda al Museu de Belles Arts de València. El donant es troba a la mateixa actitud als dos quadres. També el professor José Camón Aznar constata aquesta coincidència i similitud.
A la dècada dels anys 90 del segle xx hi va haver nous debats en què la professora Pilar Silva Maroto va exposar recents estudis realitzats sobre la Pintura hispanoflamenca castellana: Burgos y Palència editats en tres volums (Valladolid 1990). El retaule continua amb el nom de «Retaule del mestre de Calzada» a l'espera que les noves aportacions el testifiquin amb més documentació fidedigna.